# Верник, Яков
Яков Верник (ивр. יעקב ויירניק‎, пол. Jankiel Wiernik, идиш יאנקעל וויערניק‎; 1889, Бяла-Подляска, Царство Польское, Российская империя — 12 декабря 1972, Ришон-ле-Цион, Израиль) — польский плотник еврейского происхождения, переживший Холокост. Активно участвовал в восстании в лагере смерти Треблинка, во время которого ему удалось сбежать и присоединиться к движению сопротивления.
После бегства из лагеря Верник добрался до Варшавы и укрылся у польских друзей, которые снабдили его фальшивыми документами. Он опубликовал мемуары «Год в Треблинке» (пол. Rok w Treblince), состоящие из собственных впечатлений и свидетельств очевидцев. Был свидетелем на суде над Людвигом Фишером, Адольфом Эйхманом и Треблинском процессе.
В 1949 году он эмигрировал из Польши, сначала в Швецию, а затем в Израиль. В начале 1950-х он изготовил деревянную модель лагеря Треблинка, которую представил во время суда над Адольфом Эйхманом, где давал показания в 1961 году. Ранее, в 1947 году, его показания также использовались в качестве доказательства на процессе над Людвигом Фишером.
Он умер в 1972 году в Ришон-ле-Ционе в возрасте 83 лет.